# 14. фебруар
14. фебруар је четрдесет пети дан у години у Грегоријанском календару. 320 дана (321 у преступним годинама) остаје у години после овог дана.

## Догађаји
- 1014 — Римски папа Бенедикт VIII озваничио увођење спорног уметка Filioque у обредну (литургијску) праксу Римске цркве.
- 1663 — Канада постала француска краљевска провинција.
- 1797 — Британска флота под командом адмирала Џона Џервиса и Хорејшија Нелсона потукла шпанску армаду у бици код рта Свети Винсент, на крајњем југу Португалије.
- 1804 — На скупштини српских старешина у Орашцу код Аранђеловца донета одлука о подизању буне против дахија. За вођу изабран Карађорђе Петровић.
- 1835 —
  - У Кнежевини Србији усвојен Сретењски устав, први устав у модерној српској историји. Написао га секретар кнеза Милоша Обреновића Димитрије Давидовић, по узору на француски и белгијски устав. Користећи негодовање Аустрије и Русије, које нису имале разумевања за либерализам Давидовићевог документа, кнез у марту укинуо Устав.
  - На иницијативу драмског писца Јоакима Вујића, уз новчану помоћ кнеза Милоша Обреновића, у Крагујевцу основано прво позориште у Србији. Књажевско-сербски театар једном седмично и празничним данима приређивао представе за кнеза и његове чиновнике и госте, а на репертоару били Вујићеви комади или његови преводи страних дела.
- 1859 — Орегон је постао 33. савезна држава САД.
- 1879 — Чилеанска војска је окупирала боливијску луку Антофагасту, што је био повод за Пацифички рат.
- 1912 — Аризона је постала 48. савезна држава САД.
- 1922 — Италијански инжењер Гуљелмо Маркони почео прво редовно емитовање радио програма из Енглеске.
- 1929 — Ал Капонеови гангстери у Чикагу убили седам чланова ривалске банде Багса Морена да би спречили крађу кријумчареног вискија, „Масакр на дан светог Валентина“.
- 1943 — Совјетска Црвена армија у Другом светском рату ослободила Ростов од Немаца.
- 1946 — На америчком универзитету Пенсилванија почео да ради ENIAC, први електронски рачунар опште намене.
- 1956 — У Москви почео 20. конгрес Комунистичке партије СССР, на којем је шеф партије Никита Хрушчов осудио политику Стаљина и отворио пут процесу дестаљинизације Совјетског Савеза.
- 1958 — Ирачки краљ Фејсал II и јордански краљ Хусеин објавили уједињење два краљевства у Арапску Федерацију с Фејсалом као шефом државе. Монархија у Ираку оборена у јулу исте године, краљ убијен, а Федерација се распала.
- 1972 — Совјетски свемирски брод без људске посаде „Луна 20“ лансиран ка Месецу, одакле је 11 дана касније донео узорке Месечевог тла.
- 1989 — Ирански верски вођа ајатолах Рухолах Хомеини фатвом наредио смртну казну за енглеског писца индијског порекла Салмана Рушдија због дела „Сатански стихови“, које је у Ирану оцењено као увреда ислама. Иранска влада се 1998. јавно оградила од примене смртне казне.
- 1997 — Међународна арбитражна комисија донела одлуку да спорно подручје града Брчко у Босни буде стављено под међународни надзор до марта 1998.
- 1998 — Босански Срби Мирослав Тадић и Милан Симић предали се Међународном суду за ратне злочине у Хагу. То су били први оптужени за ратне злочине ратова на простору СФРЈ који су се предали Хашком суду.
- 2000 — У настојању да изолује југословенског председника Слободана Милошевића, Европска унија проширила списак, са 600 на 900 имена, сарадника Милошевића и људи блиских његовом режиму којима је забрањен улазак у земље ЕУ.
- 2001 — Скупштина Србије укинула Закон о јавном информисању на основу којег је режим Слободана Милошевића вршио репресију над слободним и независним медијима у Србији. Од октобра 1998, када је Закон усвојен, до септембра 2000, медији кажњени с преко 30 милиона динара, а некима забрањен рад.
- 2002 — Истраживачи америчког универзитета Тексас А&М извршили успешно клонирање мачке.
  - У 90. години умро немачки диригент Гинтер Ванд, познат по свом захтевном стилу рада и великом броју концерата Брукнера, Бетовена и Моцарта.
- 2003 — Трибунал у Хагу подигао оптужницу против лидера Српске радикалне странке Војислава Шешеља за злочине против човечности и кршење закона и обичаја рата. Шешељ се предао том суду 24. фебруара исте године.
  - После шест година живота, првом клонираном сисару, овци Доли, убризгана смртоносна инјекција због симптома прогресивне болести плућа.
- 2005 — Бивши либански премијер Рафик Харири је убијен када је детониран експлозив поред којег је прошао његов аутомобил, што је покренуло Кедарски револуцију.
- 2006 — Потврђени случајеви птичије грипе у Ирану и Немачкој.
- 2007 — На конститутивној седници седмог сазива Народне скупштине Републике Србије, одбијен предлог специјалног изасланика Уједињених нација Мартија Ахтисарија за будуће решење статуса Косова и Метохије.
- 2018 — У средњој школи "Стоунмен Даглас" у Паркланду на Флориди долази до школске пуцњаве. 17 људи је погинуло док је повређено између 14 и 20.

## Рођења
- 1368 — Жигмунд Луксембуршки, цар Светог римског царства. (прем. 1437)
- 1404 — Леон Батиста Алберти, италијански сликар. (прем. 1472)[1]
- 1483 — Бабур, први цар Могулског царства. (прем. 1530)
- 1804 — Теодор Павловић, први секретар Матице српске. (прем. 1854)[2]
- 1840 — Милка Гргурова, позоришна глумица. (прем. 1924)
- 1869 — Чарлс Томсон Рис Вилсон, шкотски физичар. (прем. 1959)[3]
- 1879 — Триша Кацлеровић, новинар, адвокат и политичар. (прем. 1964)[4]
- 1882 — Џон Баримор, амерички глумац. (прем. 1942)
- 1895 — Макс Хоркхајмер, немачки филозоф и социолог. (прем. 1973)[5]
- 1898 — Фриц Цвики, швајцарско-амерички физичар и астроном. (прем. 1974)[6]
- 1902 — Телма Ритер, америчка глумица. (прем. 1969)[7]
- 1912 — Тибор Секељ, светски путник, географ, новинар. (прем. 1988)
- 1914 — Борис Крајгер, словеначки и југословенски политичар и народни херој. (прем. 1967)[8]
- 1929 — Михајло Викторовић, српски глумац. (прем. 1998)[9]
- 1930 — Реља Башић, хрватски глумац. (прем. 2017)[10]
- 1942 — Ендру Робинсон, амерички глумац.
- 1943 — Мејсио Паркер, амерички музичар.[11]
- 1944— Алан Паркер, енглески редитељ, сценариста и продуцент (прем. 2020)
- 1944 — Јосип Пирмајер, југословенски и српски фудбалер. (прем. 2018)[12]
- 1945 — Ханс-Адам II, кнез Лихтенштајна.[13]
- 1950 — Јосипа Лисац, хрватска певачица.
- 1951 — Кевин Киган, енглески фудбалер и тренер.[14]
- 1952 — Зоран Боровина, пуковник Војске Републике Српске. (прем. 1992)[15]
- 1967 — Мануела Малејева, бугарска тенисерка.[16]
- 1967 — Марк Руте, холандски политичар.[17]
- 1970 — Сајмон Пег, британски глумац, комичар, сценариста и филмски продуцент.[18]
- 1972 — Саша Ћурчић, српски фудбалер.[19]
- 1973 — Тајус Едни, амерички кошаркаш.[20]
- 1976 — Лив Кристине, норвешка певачица и текстописац.[21]
- 1977 — Кадел Еванс, аустралијски бициклиста.[22]
- 1978 — Ричард Хамилтон, амерички кошаркаш.[23]
- 1978 — Даријус Сонгајла, литвански кошаркаш.[24]
- 1978 — Данај Гурира, зимбабвеанско-америчка глумица и драматург.[25]
- 1983 — Никола Ковачевић, српски одбојкаш.
- 1983 — Роки Елсом, аустралијски рагбиста.[26]
- 1983 — Бакари Сања, француски фудбалер.[27]
- 1985 — Филип Сендерос, швајцарски фудбалер српског и шпанског порекла.[28]
- 1987 — Единсон Кавани, уругвајски фудбалер.[29]
- 1988 — Јевгениј Корољов, казахстанско-руски тенисер.[30]
- 1988 — Анхел Ди Марија, аргентински фудбалер.[31]
- 1992 — Фреди Хајмор, енглески глумац.[32]
- 1992 — Кристијан Ериксен, дански фудбалер.[33]
- 1996 — Лукас Ернандез, француски фудбалер.[34]

## Смрти
- 269 — Свети Валентин, римски свештеник и лекар. (рођ. 226)[35]
- 869 — Ћирило, византијски мисионар и хришћански светац. (рођ. 827 или 828)[36]
- 1043 — Гизела Швапска, царица Светог римског царства. (рођ. 990)[37]
- 1140 — Собјеслав I, војвода Чешке. (рођ. отприлике 1075)[38]
- 1318 — Маргарета Француска, краљица Енглеске. (рођ. 1282)[39]
- 1400 — Ричард II, енглески краљ. (рођ. 1367)[40]
- 1405 — Тамерлан (Тимур Хроми), татарски емир, један од највећих освајача у историји. (рођ. 1336)
- 1549 — Ил Содома, италијански сликар. (рођ. 1477)[41]
- 1714 — Марија Лујза Савојска, краљица Шпаније. (рођ. 1688)[42]
- 1779 — Џејмс Кук, енглески морепловац и истраживач. (рођ. 1728)[43]
- 1831 — Висенте Гереро, мексички генерал и политичар. (рођ. 1782)[44]
- 1891 — Вилијам Т. Шерман, амерички генерал. (рођ. 1820)[45]
- 1915 — Елизабета Рос, британски лекар-добровољац у Србији за време Првог светског рата. (рођ. 1878)[46]
- 1929 — Том Берк, амерички атлетичар. (рођ. 1875)[47]
- 1943 — Давид Хилберт, немачки математичар. (рођ. 1862)[48]
- 1950 — Карл Гуте Јански, амерички физичар. (рођ. 1905)[49]
- 1952 — Маурис де Вале, белгијски бициклиста. (рођ. 1896)[50]
- 1976 — Вера Шнајдер, босанскохерцеговачка математичарка. (рођ. 1904)
- 1993 — Вељко Миланковић, командант јединице Вукови са Вучијака. (рођ. 1955)
- 1994 — Андреј Чикатило, совјетски серијски убица. (рођ. 1936)[51]
- 1995 — У Ну, бурмански политичар. (рођ. 1907)[52]
- 1997 — Марија-Маја Чучковић, позоришна и филмска глумица. (рођ. 1935)
- 1999 — Николај Хлистов, совјетски хокејаш на леду. (рођ. 1932)[53]
- 2002 — Нандор Хидегкути, мађарски фудбалер и тренер. (рођ. 1922)[54]
- 2003 — Овца Доли, први клонирани сисар. (рођ. 1995)
- 2004 — Марко Пантани, италијански бициклиста. (рођ. 1970)[55]
- 2005 — Рафик Харири, либански предузетник и политичар. (рођ. 1944)[56]
- 2006 — Шошана Дамари, израелска певачица. (рођ. 1923)[57]
- 2013 — Роналд Дворкин, амерички правни мислилац. (рођ. 1931)
- 2015 — Фрањо Михалић, југословенски атлетичар и тренер. (рођ. 1920)[58]
- 2018 — Морган Цвангирај, зимбабвеански политичар. (рођ. 1952)[59]

## Празници и дани сећања
- Српска православна црква слави:
  - Светог мученика Трифуна
  - Свете мученике Перпетуа, Фелицита, Сатира, и друге с њима
  - Преподобног Петра Галатијског
- Римокатоличка црква слави:
  - Светог Валентина
  - Светог Ћирила и Методија[60]